# Martha Del Valle
Martha Fernanda Del Valle Quirarte (Tepeji del Río, Hidalgo, 3 de octubre de 1988) es una jinete mexicana. Participó en los Juegos Olímpicos de Tokio 2020.

## Carrera
Empezó a montar a los 5 años. Fue seleccionada para competir en los Juegos Panamericanos 2019 en Lima, donde se ubicó en el puesto 15 individualmente y ayudó a la selección mexicana a terminar en el cuarto lugar. Ese mismo año, México ganó un lugar individual en los Juegos Olímpicos de Tokio.

### Juegos Olímpicos 2020
Para prepararse para los Juegos Olímpicos, Del Valle y su lusitano, criado en casa, compitieron en el Global Dressage Festival en Wellington, Florida a principios de 2020. Luego se trasladó a Alemania, para lo que se suponía que serían los preparativos finales. El aplazamiento de los Juegos Olímpicos, en medio de la pandemia de COVID-19, obligó a Del Valle a permanecer en Europa un año más. Comenzó a trabajar en Hof Kasselmann en Hagen y recibió un mantenimiento a cambio. 
En la primavera de 2021, Del Valle se trasladó a Portugal, para un nuevo período de preparación olímpica bajo la experiencia de su entrenador, el olímpico portugués Miguel Duarte.
Compitió el 25 de julio de 2020, integrando el grupo E. Fue calificada con 64.876 unidades, quedando en el lugar 9 de la competencia y fuera de la final.